# جون سميث (لاعب كرة قاعدة)
جون سميث (بالإنجليزية: John Smith) هو لاعب كرة قاعدة أمريكي، ولد في 27 سبتمبر 1906 في واشنطن العاصمة في الولايات المتحدة، وتوفي في 9 مايو 1982 في سيلفر سبرينغ في الولايات المتحدة.